# Sông Cầu Be
Sông Cầu Be (tên khác: Sông Đa Kai) là một con sông đổ ra Sông La Ngà.
Sông có chiều dài 17 km và diện tích lưu vực là 47 km². Sông Cầu Be chảy qua các tỉnh Đồng Nai, Bình Thuận .